# Stazzo (Acireale)
Stazzo is een plaats (frazione) in de Italiaanse gemeente Acireale.